# Marschall von Frankreich

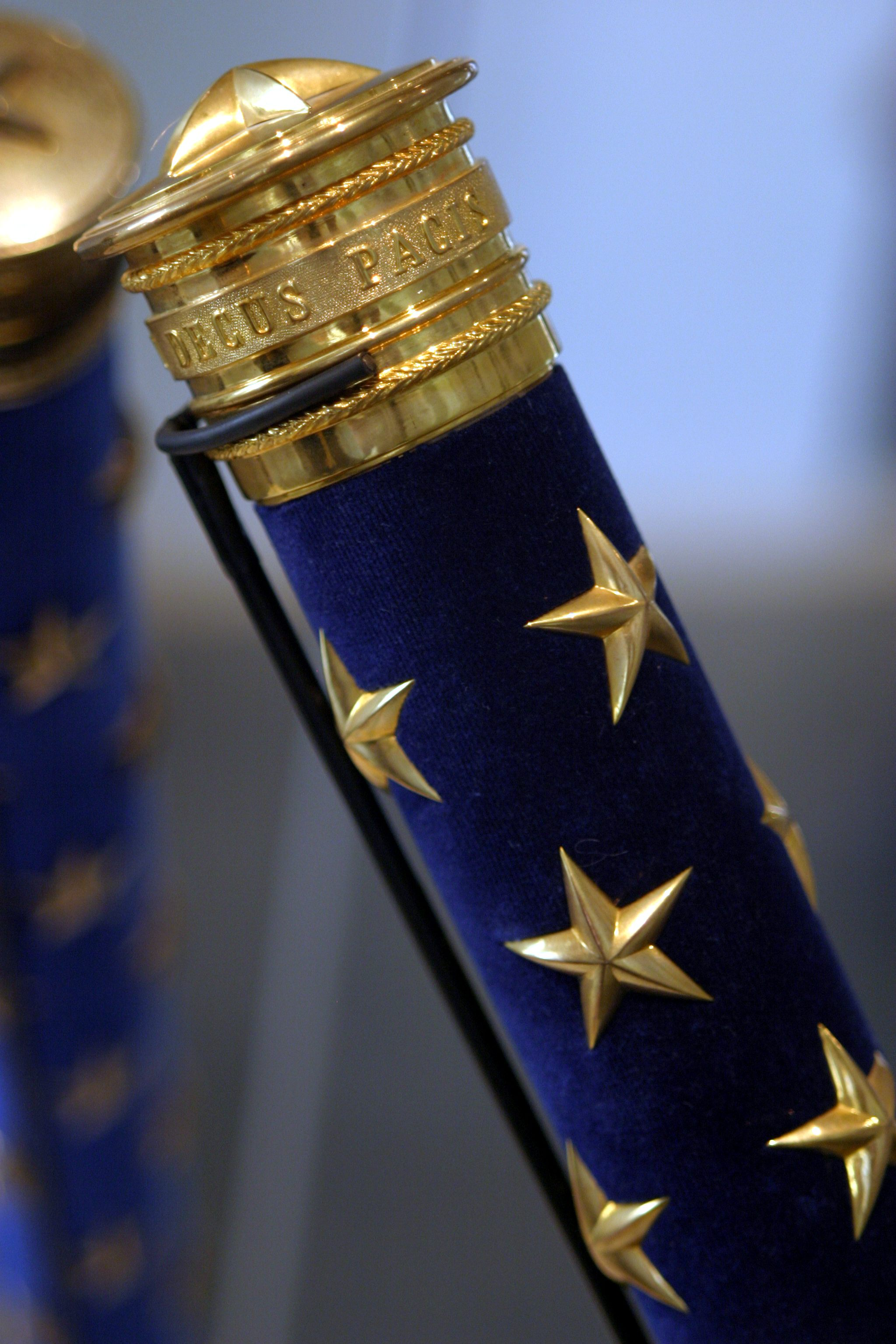
Französischer Marschallstab, le baton du maréchal de France

Maréchal de France

Marschall von Frankreich (französisch Maréchal de France) ist die höchste militärische Auszeichnung der französischen Republik. Es handelt sich nicht um einen Dienstgrad oder ein Amt, sondern um eine nur selten vergebene, auch bereits in mehreren Fällen dem Geehrten erst nach seinem Tode zuerkannte staatliche Ehrenbezeichnung. 
Der Titel des Marschalls von Frankreich geht auf die alte französische Monarchie zurück und bezeichnete ursprünglich das militärische Stellvertreteramt des Kronfeldherrn des Königs von Frankreich. Erster Marschall von Frankreich war Albéric Clément, für ihn war das Amt um 1190 von Philipp II. geschaffen worden.

## Ancien Régime
Das Amt des Marschalls von Frankreich wurde 1190 von König Philipp II. eingeführt. Der erste Marschall war Albéric Clément, der nach nur einem Jahr im Amt im Dritten Kreuzzug fiel. Es konnte mehrere Marschälle gleichzeitig geben, bis zu Beginn des 16. Jahrhunderts blieb die Zahl der jeweils von einem König ernannten Marschälle jedoch stets im einstelligen Bereich. Erst die Bourbonenkönige gingen dazu über, eine Vielzahl von Marschällen zu ernennen – Ludwig XIV. ernannte während seiner über 70 Jahre langen Herrschaft insgesamt 54 Marschälle.
Rangmäßig über den Marschällen stand bis 1627 der Connétable von Frankreich. Um die untereinander herrschenden Rang- und Kompetenzstreitigkeiten der Marschälle von Frankreich zu regulieren, wurde mitunter einer von ihnen zum Maréchal général des camps et armées du roi befördert. Er war den übrigen Marschällen vorgesetzt und fungierte bis zur Abschaffung des Connétables auch als dessen Stellvertreter. Das Amt des Maréchal général wurde zwischen 1594 und 1847 jedoch nur siebenmal vergeben.
Vom Amt des maréchal leitet sich die Bezeichnung Maréchaussée für das 1373 gegründete Korps der berittenen Sicherheitskräfte ab, die während des Ancien Régimes Justiz- und Polizeiaufgaben wahrnahmen. Die Maréchaussée wurde während der Französischen Revolution 1791 durch die Gendarmerie nationale abgelöst.

## Erstes Kaiserreich
Der Titel Maréchal d’Empire wurde von Napoleon Bonaparte am Tag seiner Kaiserkrönung im Jahre 1804  eingeführt. An diesem Tag wurden 18 Generäle zu „Marschällen des Kaiserreichs“ ernannt. Dieser Titel sollte das Kaiserreich nicht überleben, als letzter wurde Emmanuel de Grouchy 1815 geehrt.
Neben diesen gab es noch zwei aufeinander folgende Großmarschälle des Palastes: Géraud-Christophe-Michel Duroc und Henri-Gratien Bertrand.

## Neuere Geschichte
Nach Errichtung der Dritten Republik wurde erst nach Ausbruch des Ersten Weltkriegs der Rang eines Marschalls von Frankreich wieder neu geschaffen:
- Joseph Joffre (1852–1931), 1916
- Ferdinand Foch (1851–1929), 1918
- Philippe Pétain (1856–1951), 1918
- Joseph Gallieni (1849–1916), 1921 postum
- Hubert Lyautey (1854–1934), 1921
- Louis Félix Marie Franchet d’Espèrey (1856–1942), 1921
- Émile Fayolle (1852–1928), 1921
- Joseph Maunoury (1847–1923) 1923 postum

Die letzten Marschälle wurden für ihre Leistungen während des Zweiten Weltkrieges geehrt. Dies waren:
- Jacques-Philippe Leclerc de Hauteclocque (1902–1947), genannt „Leclerc“, 1952 postum
- Jean-Marie de Lattre de Tassigny (1889–1952), 1952 postum
- Alphonse Juin (1888–1967), 1952
- Marie-Pierre Kœnig (1898–1970), 1984 postum

Während französische Armeegenerale noch heute fünf Sterne tragen, trugen die Marschälle sieben Sterne auf den unteren Ärmeln ihres Waffenrocks, bzw. auf den Aufschiebelaschen der Schulterklappen des Uniformhemdes, vorn am Képi und auf dem Marschallsstab.
Die Abschnitte des Ringboulevards rund um den Stadtrand von Paris tragen die Namen von Marschällen Frankreichs. Der gesamte Boulevard wird Boulevards des Maréchaux oder im Alltag auch öfter nur les Maréchaux ‚die Marschälle‘ genannt.

## Nichtfranzösische Marschälle
Unter den wenigen Ausländern, die jemals die französische Marschallswürde erlangten, waren sechs Deutsche:
- Josias Rantzau (1609–1650)
- Friedrich Herzog von Schomberg (1615–1690)
- Moritz Graf von Sachsen (1696–1750), „Maréchal de Saxe“
- Ulrich Graf von Löwendal (1700–1755)
- Nikolaus Graf Luckner (1722–1794)
- Ludwig Aloysius Fürst von Hohenlohe-Waldenburg-Bartenstein (1765–1829)

Der österreichische General Karl Philipp Fürst zu Schwarzenberg lehnte die ihm von Napoleon angebotene Würde eines französischen Marschalls unter Verweis auf eventuelle Loyalitätskonflikte ab.